# Camponotus libanicus
Camponotus libanicus är en myrart som beskrevs av Andre 1881. Camponotus libanicus ingår i släktet hästmyror, och familjen myror.

## Underarter
Arten delas in i följande underarter:
- C. l. aegaeus
- C. l. libanicus
- C. l. sahlbergi